# Madame Tutli-Putli
Pour plus de détails, voir Fiche technique et Distribution.
Madame Tutli-Putli est un court métrage d'animation en volume canadien réalisé par Chris Lavis et Maciek Szczerbowski (alias Clyde Henry Productions (en)), sorti en 2007.

## Synopsis
Montant à bord d'un train de nuit, Madame Tutli-Putli se retrouve au cœur d'une angoissante aventure métaphysique où la réalité se confond avec le rêve et où le mystère côtoie le suspense.

## Fiche technique
- Titre : Madame Tutli-Putli

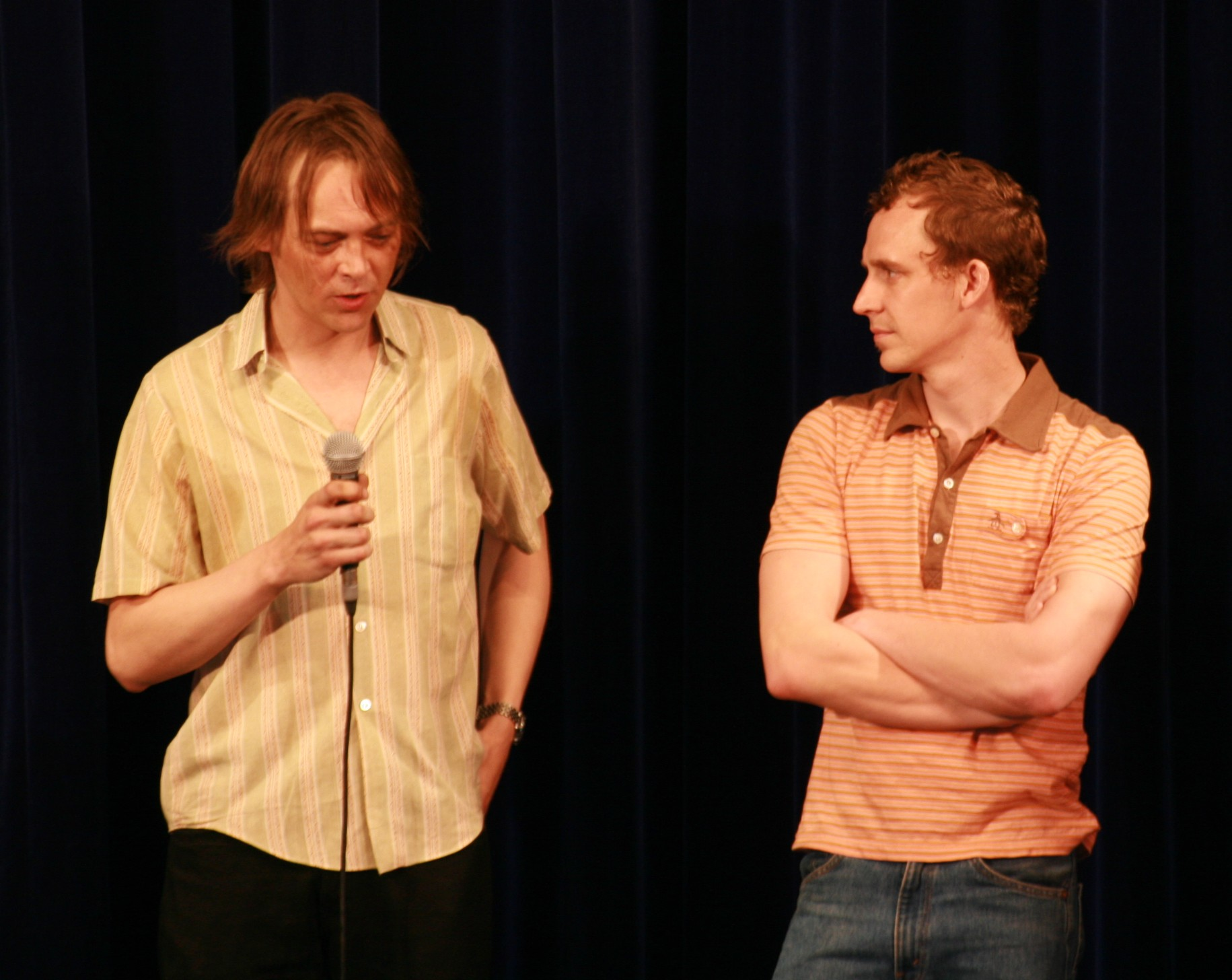
Maciek Szczerbowski et Chris Lavis, coréalisateurs de Madame Tutli-Putli lors de la 46e Semaine de la Critique à Cannes.

- Titre original : Madame Tutli-Putli
- Réalisation : Chris Lavis et Maciek Szczerbowski
- Scénario : Chris Lavis et Maciek Szczerbowski
- Animation: Chris Lavis et Maciek Szczerbowski
- Son : David Bryant
- Musique originale : Jean-Frédéric Messier, David Bryant
- Effets spéciaux : Jason Walker
- Production : Marcy Page (en) pour l'Office national du film du Canada (ONF)
- Pays d'origine :  Canada
- Format : Couleurs - 1,85:1 - son Dolby numérique -  35 mm
- Genre : Animation, drame, fantastique
- Durée : 17 minutes
- Date de sortie : 2007

## Récompenses et distinctions
En total, le film a reçu plus que 45 prix et mentions, dont :
- Première mondiale à la 46e Semaine de la critique au Festival de Cannes 2007, où il a gagné le Grand Prix Canal+ du meilleur court métrage et Petit Rail d'Or du meilleur court métrage
- Meilleur court métrage d'animation, 28e cérémonie des prix Génie
- Nomination, Oscar du meilleur court métrage d'animation, 80e cérémonie des Oscars
- Meilleur film d'animation, Festival international du film de Palm Springs
- Prix pour le meilleur visuel, Fantoche
- Prix du jury étudiant et Prix du public - Section « Anima », Festival international du film Etiuda & Anima
- Prix MovieSquad, Holland Animation Film Festival (nl)
- Golden Nica, Prix Ars Electronica
- Prix du public pour le meilleur film et Prix du jury pour le meilleur film, London International Animation Festival (en)
- Prix spécial du jury international, Festival international du film d'animation d'Hiroshima
- Prix pour le meilleur film d'animation : court métrage, Anima Mundi
- Grand Prix - Golden Pegasus, Animator (en), Pologne
- Prix du public, Prix du jury et Meilleur film au MIAF 2008, Melbourne International Animation Festival (en)
- Prix spécial, Animafest Zagreb
- Prix du public - Film professionnel, Seoul International Cartoon and Animation Festival (en)
- Golden Gate Award, Meilleur court métrage d'animation, Festival international du film de San Francisco
- Prix pour le meilleur court métrage d'animation, Nashville Film Festival
- Golden Horseman: film d'animation et Prix Best Sound(scape), Filmfest Dresden (de)
- Prix du jury : Court métrage d'animation, South by Southwest
- Meilleur film d'animation, Grand Prix et Prix du public, Festival du film de Tampere
- Prix Cineplex Entertainment pour le meilleur court métrage d'animation, Victoria Film Festival (en)
- Mention spéciale du jury- meilleur court métrage d'animation, Festival international du film d'animation de Bruxelles
- Prix Yoram Gross pour meilleur film d'animation, Flickerfest, Sydney
- Prix spécial du jury, Castelli Animati (it)
- Prix du jury : « Best Design », Animated Dreams, Festival du film Nuits noires de Tallinn
- Grand Prix (ex æquo avec The Pearce Sisters (en)), Prix RTP2 - Onda Curta et Prix Alves Costa, Cinanima (pt)
- Prix ONF pour le meilleur court métrage (ex aequo avec 
Dust Bowl Ha! Ha!), Festival du nouveau cinéma de Montréal
- Prix Movieola pour le meilleur court métrage, Calgary International Film Festival (en)
- Meilleur court métrage narratif d'animation, Festival international du film d'animation d'Ottawa
- Meilleur court-métrage canadien, Atlantic Film Festival (en), Halifax
- Prix C.O.R.E. Digital Pictures pour le meilleur court métrage d'animation, CFC Worldwide Short Film Festival (en)